# La Motocyclette
Pour plus de détails, voir Fiche technique et Distribution.
La Motocyclette (The Girl on a Motorcycle) est un film franco-britannique réalisé par Jack Cardiff, sorti en 1968.
Film dramatique, romantique et érotique avec Alain Delon et Marianne Faithfull, il est adapté du roman La Motocyclette d’André Pieyre de Mandiargues, publié en 1963. C'est le premier film à recevoir une classification X aux États-Unis et édité par Warner Brothers pour une classification « R ».

## Synopsis
Jeune mariée Rebecca quitte le lit conjugal et part en Allemagne rendre visite à Daniel, son amant vivant à Heidelberg, se laissant en chemin aller aux rêveries psychédéliques et érotiques alors qui font revivre sa relation changeante avec les deux hommes. Des scènes de flashback révèlent ainsi le fond de l'histoire.
Rebecca a rencontré Daniel en travaillant à la librairie de son père, située à Genève, quelques semaines avant son mariage avec Raymond, un instituteur. Daniel lui donne des leçons de conduite sur une moto. Ils deviennent rapidement amants. Elle lui demande s’il l’épousera, et il répond simplement « non ». Elle lui dit qu’elle va bientôt se marier, et il lui dit qu’il lui fera un cadeau de mariage. Ce sera une moto Harley-Davidson, modèle Electra Glide de 1966, livrée devant la librairie. Son père lui dit qu’elle doit refuser ce cadeau, mais elle demande à son futur mari Raymond ce qu’elle doit faire. Ce dernier lui répond qu’elle doit faire ce qui la rend heureuse.
Elle se rend d'Haguenau à Heidelberg pour être avec Daniel. Après avoir bu plusieurs verres de kirsch dans un petit bar du village, elle conduit vite et sans crainte. Bien qu’elle ne porte que des vêtements en cuir, elle n’a pas de casque. Son voyage pour retrouver Daniel se termine prématurément lorsqu’elle heurte un camion qui s'écarte de sa voie de circulation pour éviter des travaux sur la chaussée, la jetant tête la première à travers le pare-brise d’une voiture qui s’approche en sens inverse et vient s’écraser contre l'avant du camion.

## Production
Le film a été précédé d'un cliché du photographe de Paris Match Patrice Habans, qui a fait beaucoup parler, montrant l'actrice principale « tout sourire » discuter avec Alain Delon, assis à sa droite, tandis que son compagnon de l'époque Mick Jagger est assis à sa gauche. La photo a été prise le 1er septembre 1967 dans un restaurant du quartier parisien de Montparnasse et Paris Match en a publié d'autres du rendez-vous,,,,.
L'actrice a déclaré par la suite n’avoir jamais éprouvé le moindre sentiment pour Delon, mais confirmé que Mick Jagger en était très jaloux. 
Le film a été tourné en France, en particulier en Alsace à Haguenau, où se déroule l'intrigue, et de l'autre côté de la frontière en Allemagne (y compris Neulauterburg), mais aussi en Suisse (y compris Genève) et en Belgique[réf. nécessaire]. Les scènes de la librairie ont été tournées à Genève. Au cours du tournage, Delon donne une interview à la Radio-télévision suisse qui sera diffusée dans l'émission Carrefour-Revue le 15 octobre 1967.
Dans plusieurs des scènes où Marianne Faithfull conduit sa moto Harley-Davidson Electra Glide à grande vitesse, cette dernière est attachée à une plate-forme tirée par un véhicule. Le metteur en scène a eu l'autorisation de la police pour bloquer les routes. Pour les autres scènes, c'est le pilote moto Bill Ivy (1942-1969) coiffé d'une perruque blonde qui double l'actrice.
La scène finale de l’accident a été mise en scène sur une piste d’atterrissage abandonnée en Angleterre. Les effets de couleurs « psychédéliques » ont été obtenus en solarisant le film lors de la post-production.

## Accueil
L'œuvre est considérée comme le sixième film le plus populaire en Grande-Bretagne en 1968.

## Fiche technique
- Titre français : La Motocyclette
- Titre original : The Girl on a Motorcycle
- Titre américain : Naked Under Leather
- Réalisation : Jack Cardiff
- Assistant réalisateur : Philippe Lefebvre
- Scénario : Ronald Duncan et Gillian Freeman, d'après le roman d'André Pieyre de Mandiargues, La Motocyclette
- Musique : Les Reed
- Direction artistique : Jean d'Eaubonne et Russell Hagg (en)
- Photographie : John Cardiff, Peter MacDonald
- Producteur : William Sassoon, Paul Laffargue et Cecil Foster Kemp
- Sociétés de production : Ares productions, Paris ; Mid-Atlantic Film LTD, Londres
- Sortie :
  -  France : 21 juin 1968
  -  Royaume-Uni : 20 octobre 1968
- Affiche : Jacques Vaissier (France)

## Distribution
- Alain Delon : Daniel
- Marianne Faithfull : Rebecca
- Roger Mutton : Raymond
- Marius Goring : le père de Rebecca
- Catherine Jourdan : Catherine
- Jean Leduc : Jean
- Jacques Marin : Le pompiste

## Sélection
- Festival de Cannes 1968 : sélection officielle

Le festival de Cannes est interrompu en 1968 avant son terme à cause des événements de mai 68 et aucun prix n'est décerné.

## Tournage du film
Le film a été tourné dans :
- Le Bas-Rhin
  - Haguenau
  - Lauterbourg
- L'Allemagne dans le Land de Bade-Wurtemberg
  - Heidelberg
  - Karlsruhe (Rebecca passe deux fois par l'Europaplatz)
- La Suisse
  - Genève (Dans la librairie Jullien Place du Bourg de Four n° 32 pour les scènes intérieurs et devant une librairie située à l'angle des rues du Puits-Saint-Pierre et du Soleil-Levant)
  - Le Locle (quand Rebecca et Daniel roulent dans « Genève », ils ont en réalité Le Vieux Moutier derrière eux)
  - Montreux (l'hôtel où Rebecca boit avec Daniel du schnaps)